# 方濟各·安霖澤
方濟各·安霖澤（英語：Francis Arinze；1932年11月1日—）是尼日利亞籍天主教主教級樞機、韋萊特里-塞尼羅馬城郊教區領銜主教及聖座禮儀及聖事部榮休部長。

## 生平

### 早期生活
安霖澤於1932年11月1日在尼日利亞東南部阿南布拉州的城市奧尼查出生。他是從非洲傳統宗教皈依，九歲生日當日受洗成為天主教徒。他的父母後來也皈依天主教。他在15歲時進入奧尼查的諸聖神學院，他於1950年畢業並獲得哲學學位。他的父親起初反對他進入神學院，但看到很多安霖澤對天主的誠意後同意讓他進入神學院。他於1955年前往羅馬宗座傳信大學修讀神學，大學後來向他頒授神學博士學位。他於1958年11月23日在奧尼查教區晉鐸。

### 主教
他於1965年8月29日晉牧，並獲教宗保祿六世任命為奧尼察總教區助理主教，領費西亞納領銜教區主教銜。1967年2月，45歲的他以總主教身份出席第二次梵蒂岡大公會議最後一次會議。他於1967年6月26日獲委任為奧尼察總教區總主教，1984年改任宗座宗教協談理事會副主席。他於1984年4月8日升任宗座宗教協談理事會主席。

### 擢升樞機
他於1985年5月25日獲擢升為執事級樞機，1996年1月29日獲擢升為司鐸級樞機。他於2002年10月1日接替喬治·阿圖羅·奧斯定·梅迪納-埃斯特維斯樞機而成為聖座禮儀及聖事部部長。他曾參與2005年教宗選舉秘密會議。
教宗本篤十六世於2005年4月25日將他擢升為主教級樞機，領韋萊特里-塞尼羅馬城郊教區主教銜。他於2008年12月9日榮休，安多尼·卡尼薩雷斯·廖韋拉樞機接任聖座禮儀及聖事部部長。